# Suarius pallidus
Suarius pallidus är en insektsart som beskrevs av Hölzel 1978. Suarius pallidus ingår i släktet Suarius och familjen guldögonsländor. Inga underarter finns listade i Catalogue of Life.